# Kommissarie Clouseau (film)
Kommissarie Clouseau (engelska: Inspector Clouseau) är en brittisk långfilm från 1968 i regi av Bud Yorkin. Det är den tredje filmen i Rosa pantern-serien, men denna gång med Alan Arkin i huvudrollen som Jacques Clouseau.

## Handling
Scotland Yard får problem efter ett tågrån, så Clouseau kallas in från Frankrike för att lösa fallet. En skurk som kallas Johnny Rainbow ligger bakom tågrånet, och pengarna från rånet ska bara finansiera en större kupp. Clouseau får tampas med fängelsefrisörer, inspektör Weavers galna skotska fru, och mordförsök i massor innan han kommer någon vart. Efter att ha drogat Clouseau, avgjuter skurkarna hans ansikte för att i Clouseau-förklädnader råna banker runt om i landet.

## Rollista
| Alan Arkin       | – kommissarie Jacques Clouseau      |
| Frank Finlay     | – Inspektör Weaver                  |
| Barry Foster     | – Addison Steele                    |
| Patrick Cargill  | – Polischef Sir Charles Braithwaite |
| Delia Boccardo   | – Lisa Morell                       |
| Clive Francis    | – Clyde Hargreaves                  |
| Michael Ripper   | – Steven Frey                       |
| Susan Engel      | – Carmichael                        |
| Wallas Eaton     | – Hoeffler                          |
| Tutte Lemkow     | – Frenchie LeBec                    |
| Katya Wyeth      | – Meg                               |
| Tracey Crisp     | – Julie                             |
| Geoffrey Bayldon | – Gutch                             |